# Rawali Mahdood
Rawali Mahdood es una ciudad censal situada en el distrito de Haridwar,  en el estado de Uttarakhand (India). Su población es de 17467 habitantes (2011). 

## Demografía
Según el censo de 2011 la población de Rawali Mahdood era de 17467 habitantes, de los cuales 9438 eran hombres y 8029 eran mujeres. Rawali Mahdood tiene una tasa media de alfabetización del 81,22%, superior a la media estatal del 78,82%: la alfabetización masculina es del 89,96%, y la alfabetización femenina del 71,04%.